# Chimgan

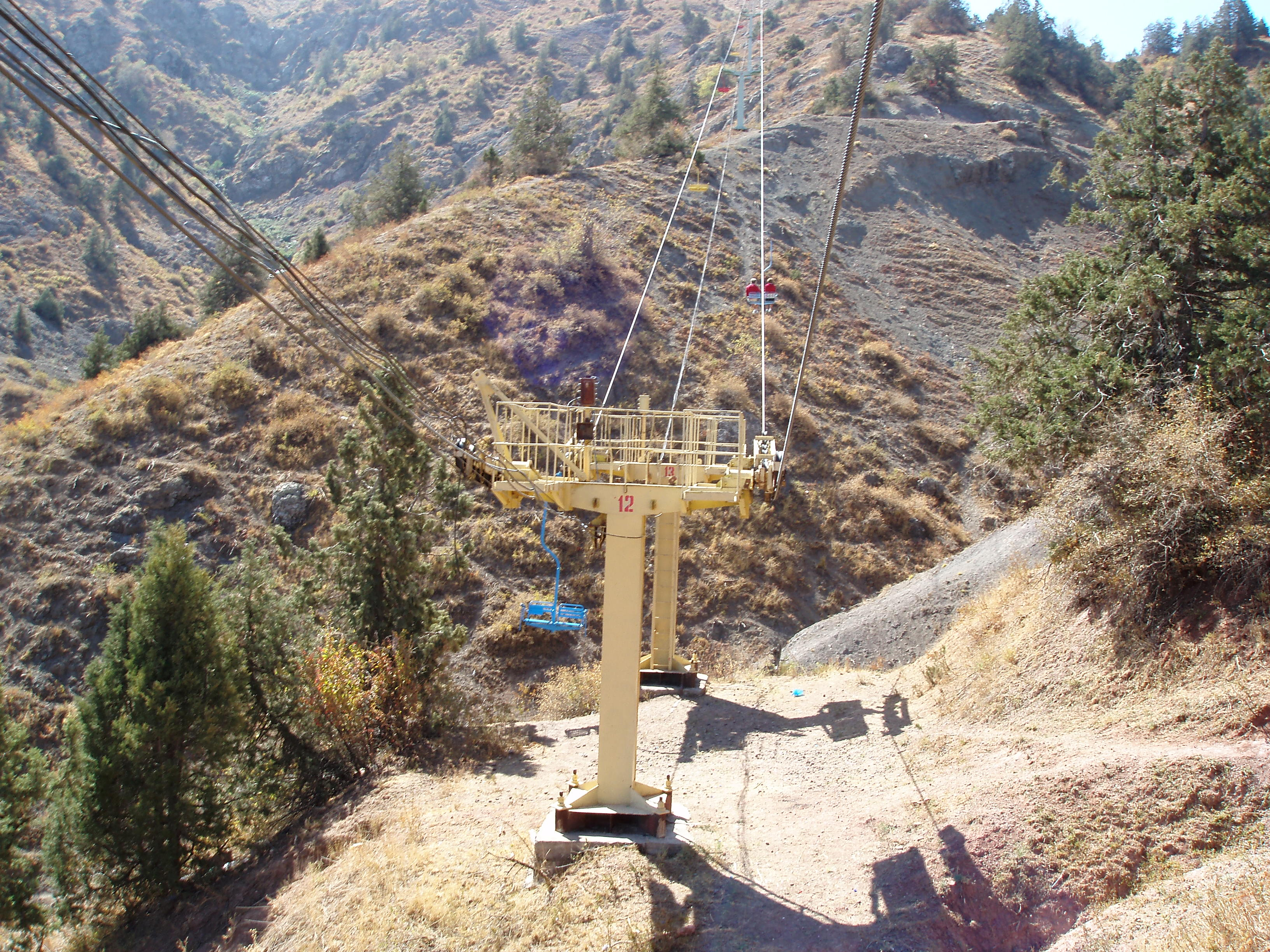
Teleférico em Chimgan, no verão

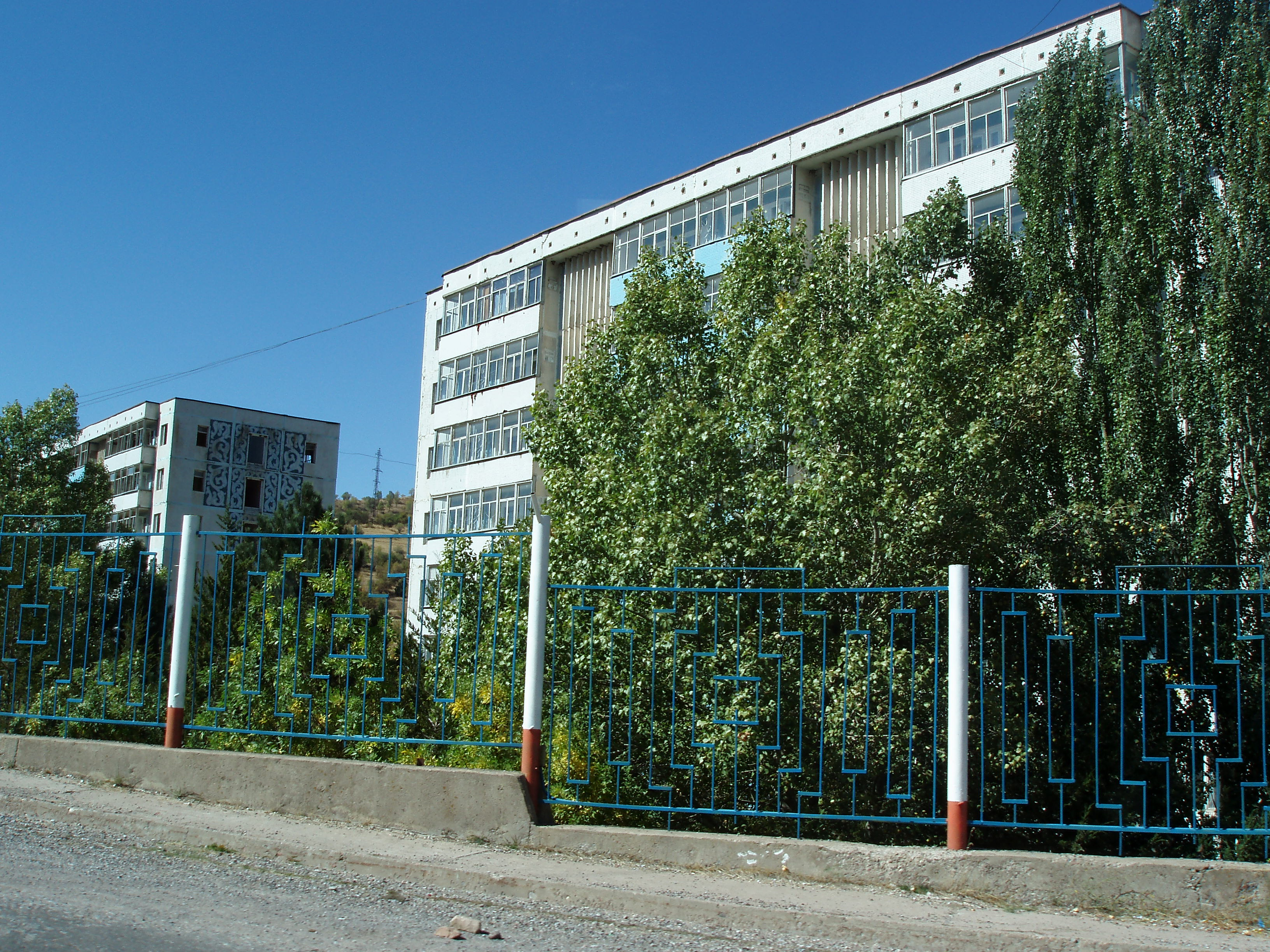
Hotéis da época soviética

Chimgan ou Chimgon (em uzbeque: Chimgon; em russo: Чимган) é uma estação de esqui situada no leste do Uzbequistão, na cordilheira Tian Shan, próxima à cidade de Chirchiq.

## Descrição
Esta estação de esqui está situada a 85 km de Tashkent, a capital do Uzbequistão, nas proximidades da cumeeira Chatkal, a uma altitude de 1.600 m, na parte ocidental da cordilhera Tian Shan, circundando Tashkent em sua parte leste. Há complexos hoteleiros e chalés nesta estação de esqui.
O pico principal desta área montanhosa é o Grande Chimgan, com 3.309 metros de altitude.
Com mais de 3.000 metros sobre o nível do mar, a cadeia Tian Shan tem geleiras e neves eternas em seus picos mais elevados. No inverno, a neve chega aos lugares mais baixos.
As temporadas de esqui começam em dezembro e terminam na metade de março.